# Fakulteta za osnovno medicino v Moskvi
Fakulteta za osnovno medicino v Moskvi (rusko факультет фундаментальной медицины) je javna fakulteta, ki ponuja študij medicine in deluje v sklopu Moskovske državne univerze; ustanovljena je bila leta 1992.